# Ferrari Land
Ferrari Land is een Spaans themapark gelegen in het resort PortAventura World in Salou. Het is gewijd aan Ferrari en Italië. Met een oppervlakte van 60.000 m² Ferrari Land ligt naast PortAventura Park, een pretpark uit 1995.
Investindustrial en Ferrari tekenden op 13 maart 2014 een deal om een nieuw pretpark aan de bestaande pretparken toe te voegen gewijd aan het Italiaanse sportwagenmerk en Italië. Het mediterraan ingeklede themapark beslaat 60.000 m² en bestaat uit nieuwe attracties, recreaties van Venetië's Piazza San Marco met de Campanile, het Teatro alla Scala van Milaan, Rome's Colosseum en het huis van Enzo Ferrari, een 250-kamers tellend hotel, ontworpen door PGAV Destinations, restaurants, winkels en autorace-simulatoren. Ferrari Land opende op 7 april 2017 als een nieuw themapark, los van PortAventura Park. De ingang is naast de hoofdingang van PortAventura Park.
De belangrijkste attractie van Ferrari Land is Red Force, een 112 meter hoge verticale achtbaan, gebouwd door Intamin AG die Shambhala Expedición al Himalaya overtreft als de hoogste achtbaan in Europa. Red Force is ook de snelste achtbaan van Europa met snelheden tot 180 km/h.
Daarnaast zijn er twee vrije valtorens van 55 meter hoog, waarbij de ene een standaard vrije val is, en een andere een "bounce back" die meerdere malen hetzelfde traject op en neer aflegt, en zo de werking van een zuiger verbeeldt. Het Maranello Grand Race parcours is een racecircuit met een lengte van 570 m dat verwijst naar het testcircuit van Ferrari in Maranello. Flying Dreams is een panoramavliegsimulator die een indruk geeft van een autorit in een Ferrari GT.
In het park werd meer dan € 100 miljoen geïnvesteerd. Ferrari Land is het tweede themapretpark voor Ferrari in de wereld, na het Ferrari World themapark in Abu Dhabi.